# Мерзликин, Константин Эдуардович
Константин Эдуардович Мерзликин (род. 7 октября 1965, Донецк) — российский государственный и политический деятель, предприниматель. Заместитель председателя Партии народной свободы, заместитель председателя Президиума Движения «Российский народно-демократический союз». В 2003—2004 годах — руководитель Аппарата Правительства Российской Федерации. Кандидат экономических наук.

## Биография
В 1987 году окончил экономический факультет Московского государственного Университета имени М. В. Ломоносова по специальности «политическая экономия». После вуза продолжил обучение в аспирантуре МГУ на кафедре политэкономии.
Повышение квалификации: Dresden Bank AG, Frankfurter Boerse, Deutsche Kassenverein.
С 1991 по 1992 год работал младшим научным сотрудником лаборатории на экономическом факультете МГУ имени М. В. Ломоносова на кафедре политической экономии; специализация — индустриальная демократия.
С 1992 года занялся предпринимательством. С 1992 по 1996 года был президентом ЗАО «Российская международная валютно-фондовая биржа» (организация межбанковского денежного и валютного рынка, создание и организация (на базе дочерней структуры ЗАО «Кассовый Союз») системы межрегиональных расчётов по обслуживанию ваучерных аукционов Госкомимущества (проект US AID); организация межбанковского клиринга по операциям на денежном рынке; председатель Совета ЗАО «Депозитарно-Клиринговая компания» (DCC) — разработка операционных правил и развитие предпринимательства).
В 1996 году работал Генеральным директором ЗАО «Интерфакс-Дилинг».
С 1996 по 1998 год был заместителем председателя Правления УАКБ «Уникомбанк»; занимал также должность председателя Кредитного комитета банка.
В 1998 году назначен первым заместителем председателя Комитета по займам и инвестициям администрации Московской области.
Занимался вопросами долгового финансирования субъектов Российской Федерации, организацией учёта и управления долгом, вёл переговоры по реструктуризации долга.
В 1998—1999 годах занимал должности советника, заместителя руководителя Секретариата Маслюкова — Первого заместителя председателя Правительства Российской Федерации (руководитель секретариата Маслюкова — Синелин, Михаил Анатольевич).
С 1999 по 2000 год был помощником министра финансов Российской Федерации. Занимался вопросами организации работы аппарата помощников министра.
С 2000 года — руководитель Секретариата Первого заместителя председателя Правительства Российской Федерации.
В мае 2000 года назначен руководителем Секретариата председателя Правительства Российской Федерации.
28 мая 2003 года назначен руководителем аппарата Правительства Российской Федерации — министром Российской Федерации.
В феврале 2004 года отправлен в отставку вместе с кабинетом Касьянова.
С 2004 года — исполнительный Директор ООО «МК Аналитика».
С февраля 2005 года — вице-президент компании «МК-Аналитика».
8 апреля 2006 года участвовал в учредительной конференции Российского народно-демократического союза.